# Khu liên hợp thể thao Truman Bodden
Khu liên hợp thể thao Truman Bodden (tiếng Anh: Truman Bodden Sports Complex) là một khu liên hợp đa năng ở George Town, Quần đảo Cayman. Khu liên hợp được đặt theo tên của Truman Bodden, một cựu chính trị gia Cayman. Khu liên hợp được tách biệt thành một bể bơi ngoài trời, 6 làn bơi dài 25 mét, sân điền kinh và bóng rổ/bóng lưới. Sân được bao quanh bởi đường chạy được sử dụng cho các trận đấu bóng đá cũng như các môn thể thao dã ngoại khác.
Sân vận động bóng đá và điền kinh có sức chứa 3.000 người. Năm 2008, việc xây dựng bắt đầu với hồ bơi 10 làn 50 mét và một cơ sở có sức chứa 2.000 người. Một trung tâm đa phương tiện đã được xây dựng trong cơ sở hồ bơi cũng như các văn phòng, phòng hội nghị và một phòng tập thể dục đầy đủ.
Đội tuyển bóng đá quốc gia Quần đảo Cayman tổ chức các trận đấu quốc tế của mình tại sân vận động bóng đá và điền kinh trong khu liên hợp. Truman Bodden được sử dụng cho trại bóng đá mùa hè cho các đội quốc tế đang tìm kiếm các cầu thủ địa phương.
Khu liên hợp thể thao Truman Bodden đã tổ chức Cayman Invitational Meeting vào ngày 9 tháng 5 năm 2012.